# 諫誠章道
諫誠 章道（かんせい あきみち、1989年8月25日 - ）は、長崎県諫早市出身で境川部屋に所属した元大相撲力士。本名は三木 章道（みき あきみち）。現役時代の体格は身長183cm、体重173.7kg、血液型はA型。最高位は東幕下3枚目（2014年1月場所）。 憧れの力士は同部屋の豊響であり、「一気に持っていく相撲を取りたい。」と話している。

## 来歴

### 入門まで
相撲を始めたのは長崎県雲仙市立南串第二小学校の1年生の時であり、両親と共によく食事に行っていた近所のちゃんこ屋の主人の勧めで長崎県立諫早農業高等学校の相撲道場に通うことになった。一方で小学4年生からは空手を始めた。わんぱく相撲では5年、6年時に全国大会へ出場した経験を持つ。同市立南串山中学校時代には相撲で全中、都道府県大会に出場する傍らで部活動は陸上部に所属していたが、そもそも相撲ばかりかスポーツ自体が大嫌いであったという。それでも相道道場に通っていた頃は「母親に車で1時間かけて送ってもらっていたので、辞めたいとは言えなかった」そうであり、その後境川の縁あって（元小結・両国梶之助）境川の出身高校である諫早農業高に入学し、境川の後輩である平野照二が監督として牽引する相撲部に入部する運びとなった。この時点で境川部屋入門の既定路線がほぼ完成していたが、そんな三木の将来の志望は公務員であり、母子家庭で育っていることから「安定した仕事だし、親に迷惑をかけたくなかったから。」と話していた。だが高2の11月に九州場所を迎えている最中の境川部屋へ稽古に訪れた際、当時現役であった岩木山に思い切りぶつかりプロの凄さを身に持って体感した。稽古後、境川が「強くなったら待遇もそれなりに違ってくるのがこの世界」と呟くとこれまで三木にとって苦しいものでしかなかった稽古に対する価値観が大きく変わり、進路も一転して大相撲に変更した。

### 入門後
2008年3月場所に初土俵を踏み、翌場所から若名乗りの四股名「諫乃國」を名乗った。
入門時には既に154kgの恵まれた体格を備えており、その体格を生かすために高校時代までの四つ相撲から押し相撲に転向したことで同年11月には所要4場所で三段目に昇進する幸先の良いスタートを切った。しかし新三段目から幕下に昇進するまで丸3年の停滞を経験し、途中で心労から意気消沈してしまい食が進まなくなり体重が130kgまで落ちていった。諫乃國を付け人にしていた佐田の富士は様子のおかしさを感じたため病院へ行くことを勧め、検査の結果2箇所の胃潰瘍が発見された。この病気に対する本人の受け止め方は当初深刻なものであり「稽古をしても三段目のまま。このまま幕下にも上がれず、おわってしまうのか」と思い悩むほど追い込まれた心境に陥っていた。ところが「結局は稽古しかない」と吹っきれたおかげで途端に復調を迎え、2011年7月場所より四股名を現在の「諫誠」に変更した。以来2013年3月場所まで幕下と三段目を往復する生活を送っていたが、5月場所からは4場所連続で立て続けに勝ち越して自己最高位を更新し、2014年1月場所には関取目前の東幕下3枚目まで昇進する。この1月場所は6番相撲まで3勝3敗で7番相撲に勝ち越しと新関取の可能性を懸けたが敗れて3勝4敗となって新関取は果たせなかった。翌3月場所は左膝を負傷して一番も勝てないまま途中休場。以降4場所全休となって、土俵に復帰した2015年1月場所では序ノ口まで転落していた。復帰場所は7戦全勝で序ノ口優勝。3月場所は序二段で7戦全勝優勝を達成したが、三段目に復帰した5月場所は初日に敗れた。この敗戦で左膝に骨挫傷を負い医者からは休場を勧められたが、強行出場して6連勝とした。2016年3月場所は東幕下12枚目で3勝4敗の負け越しとなり、場所後「太り過ぎて動きにくかったので、体重を143kgまで落としたけど失敗でした」とパワー不足を実感。2ヶ月かけて体重を163kgまで戻した甲斐あって、翌5月場所は東幕下19枚目の地位で6勝1敗と大きく勝ち越した。7月場所は西幕下5枚目と関取昇進へと近づき「いつまでもチャンスは回ってこない。この流れで決めたい。自信はあります」とコメントした。しかし1勝6敗と大きく負け越した。以降は幕下中位での土俵が続いた。2019年1月場所で引退。

## 主な成績
- 通算成績：233勝169敗46休（65場所）
- 各段優勝
  - 序二段優勝1回（2015年3月場所）
  - 序ノ口優勝1回（2015年1月場所）

| | 一月場所 初場所（東京） | 三月場所 春場所（大阪） | 五月場所 夏場所（東京） | 七月場所 名古屋場所（愛知） | 九月場所 秋場所（東京）   | 十一月場所 九州場所（福岡） |
| --- | ----------------------- | ----------------------- | ----------------------- | --------------------------- | ------------------------- | --------------------------- |
| 2008年 （平成20年） | x                       | （前相撲）              | 西序ノ口12枚目 5–2      | 西序二段89枚目 6–1          | 東序二段14枚目 5–2        | 西三段目78枚目 5–2          |
| 2009年 （平成21年） | 西三段目48枚目 2–5      | 東三段目74枚目 4–3      | 西三段目54枚目 2–5      | 西三段目40枚目 2–5          | 東三段目67枚目 0–0–7      | 西序二段27枚目 5–2          |
| 2010年 （平成22年） | 東三段目90枚目 4–3      | 東三段目71枚目 4–3      | 西三段目53枚目 5–2      | 東三段目29枚目 3–4          | 西三段目45枚目 4–3        | 西三段目31枚目 2–5          |
| 2011年 （平成23年） | 西三段目60枚目 6–1      | 八百長問題 により中止   | 東三段目6枚目 2–5       | 西三段目14枚目 3–4          | 西三段目26枚目 5–2        | 東三段目2枚目 5–2           |
| 2012年 （平成24年） | 西幕下48枚目 3–4        | 西幕下60枚目 4–3        | 東幕下53枚目 4–3        | 西幕下45枚目 3–4            | 東三段目筆頭 4–3          | 東幕下54枚目 3–4            |
| 2013年 （平成25年） | 東三段目6枚目 5–2       | 東幕下45枚目 5–2        | 西幕下27枚目 4–3        | 東幕下22枚目 5–2            | 西幕下14枚目 4–3          | 東幕下9枚目 5–2             |
| 2014年 （平成26年） | 東幕下3枚目 3–4         | 西幕下6枚目 0–3–4       | 西幕下41枚目 休場 0–0–7 | 西三段目21枚目 休場 0–0–7   | 西三段目81枚目 休場 0–0–7 | 東序二段42枚目 休場 0–0–7   |
| 2015年 （平成27年） | 東序ノ口15枚目 優勝 7–0 | 東序二段10枚目 優勝 7–0 | 西三段目18枚目 6–1      | 西幕下41枚目 5–2            | 西幕下24枚目 3–4          | 東幕下35枚目 5–2            |
| 2016年 （平成28年） | 東幕下22枚目 5–2        | 東幕下12枚目 3–4        | 東幕下19枚目 6–1        | 西幕下5枚目 1–6             | 東幕下23枚目 5–2          | 東幕下16枚目 2–5            |
| 2017年 （平成29年） | 東幕下28枚目 3–4        | 西幕下38枚目 4–3        | 東幕下33枚目 4–3        | 西幕下27枚目 3–4            | 西幕下36枚目 4–3          | 東幕下31枚目 3–4            |
| 2018年 （平成30年） | 東幕下43枚目 3–4        | 東幕下55枚目 4–3        | 東幕下46枚目 4–3        | 西幕下37枚目 6–1            | 西幕下15枚目 3–4          | 西幕下23枚目 4–3            |
| 2019年 （平成31年 /令和元年） | 東幕下17枚目 引退 0–0–7 | x                       | x                       | x                           | x                         | x                           |
| 各欄の数字は、「勝ち-負け-休場」を示す。 優勝 引退 休場 十両 幕下 三賞：敢=敢闘賞、殊=殊勲賞、技=技能賞 その他：★=金星 番付階級：幕内 - 十両 - 幕下 - 三段目 - 序二段 - 序ノ口 幕内序列：横綱 - 大関 - 関脇 - 小結 - 前頭（「#数字」は各位内の序列） |                         |                         |                         |                             |                           |                             |

## 改名歴
- 三木 章道（みき あきみち）2008年3月場所
- 諫乃國 章道（いさのくに あきみち）2008年5月場所 - 2011年5月技量審査場所
- 諫誠 章道（かんせい あきみち）2011年7月場所 - 2019年1月場所